# Царедарівка
Цареда́рівка — село в Україні, у Лозівській міській громаді Лозівського району Харківської області. Населення становить 784 осіб. До 2020 орган місцевого самоврядування — Царедарівська сільська рада.

## Географія
Село Царедарівка розташоване на відстані 2 км від селища Панютине і за 6 км від міста Лозова. Поруч проходить залізниця, станція Мирна.

## Історія
Станом на 1886 рік у селі Артельської волості Павлоградського повіту Катеринославської губернії мешкало 740 осіб, налічувалось 100 дворових господарств, існувала лавка.
12 червня 2020 року, відповідно до Розпорядження Кабінету Міністрів України  № 725-р «Про визначення адміністративних центрів та затвердження територій територіальних громад Харківської області», увійшло до складу Лозівської міської громади.
19 липня 2020 року, в результаті адміністративно-територіальної реформи та ліквідації колишнього Лозівського району (1923—2020), увійшло до складу новоутвореного Лозівського району Харківської області.
22 червня 2023 року рішенням №230 Національної комісії зі стандартів державної мови віднесено до списку населених пунктів, які «можуть не відповідати лексичним нормам української мови», зокрема стосуватися «російської імперської чи колоніальної політики». Громаді рекомендовано обґрунтувати доцільність збереження поточної назви або запропонувати нову назву в установленому законодавством порядку.
8 грудня 2023 року, внаслідок російського удару КАБом знищений повністю магазин з товаром. У середині перебували чотири людини. Продавець зазнала опіків. Згоріли речі двох працівників, втрачені документи. Також був пошкоджений приватний будинок.

## Економіка
- Молочно-товарна ферма.
- Приватно-орендне сільськогосподарське підприємство ім. Л. Г. Хворостяного.
- «ЦАРЕДАРІВСЬКЕ», сільськогосподарське ПП.